# Inkiti
Inkiti (georgiska: ინკითი) är en sjö i Georgien. Den ligger i den nordvästra delen av landet, i den autonoma republiken Abchazien.